# أولاد عبد الوهاب (أهل أدمر)
أولاد عبد الوهاب هو دُوَّار يقع بجماعة لمريجة، إقليم جرسيف، جهة الشرق في المملكة المغربية. ينتمي الدوّار لمشيخة أهل أدمر التي تضم 9 دواوير. يقدر عدد سكانه بـ 268 نسمة حسب الإحصاء الرسمي للسكان والسكنى لسنة 2004.

## روابط خارجية
- البوابة الوطنية للجماعات الترابية
- المندوبية السامية للتخطيط